# 巴比倫密碼
是一部於2008年上映的美、法合拍的科幻電影，由法國導演馬修·卡索維茨（Mathieu Kassovitz）執導，劇情改編自Maurice G. Dantec的暢銷小說《Babylon Babies》。雲·迪素、楊紫瓊、謝勒狄·柏度、夏洛蒂·藍萍等主演。

## 劇情
在不久的未來，成千上萬的衛星將檢視、觀察並監視着我們。地球大部份成了戰區，其餘則是人口稠密的都會區、人煙罕至的聯絡站與核能反應爐核心熔化後，充斥着棄置放射性物質的遼闊荒地。想在這個荒涼的世界存活，就只能遵循一條簡單的生存法則：殺人或被殺。
前陸戰隊隊員托落是驍勇善戰的傭兵，接下危險任務，必須協助一秘密組織由東歐走私一件包裹到紐約，「包裹」是一名神秘少女。這少女具有神奇力量，例如感應他人感受和兩歲就懂得十九種語言，對未來的世界肩負著重大使命。亦有人暗示該少女可能是生化武器，是未來最大災難。與她同行的是從小照顧她的修女。三人接連遇到致命追殺，包括想接走女孩的父親，而展開一段驚險的逃亡之旅！
當神秘女孩宣稱自己是處女之身卻懷上雙胞胎，托落奮力保護兩人但最終被神秘少女射倒。女孩父親救走托落，解釋神秘少女的身世後，托落開始尋找神秘少女留下的信息。

## 演員
- 馮·迪索 飾 托落（Toorop）
- 楊紫瓊 飾修女（Sister Rebeka）
- Mélanie Thierry（英语：Mélanie Thierry） 飾 神秘少女（Aurora）
- 謝勒狄·柏度 飾 Gorsky
- 夏洛蒂·藍萍 飾 Noelite High Priestess

## 評價
爛番茄新鮮度僅6%，基於101條評論，平均分為3.1/10，而在Metacritic上得到26分，IMDB上得5.6分，差評居多。

## 外部連結
- 互联网电影数据库（IMDb）上《巴比倫密碼》的资料（英文）
- AllMovie上《巴比倫密碼》的资料（英文）
- 英国电影分级委员会（BBFC）上《巴比倫密碼》的资料（英文）

- 巴比倫密碼的MySpace主頁
- Metacritic上《巴比倫密碼》的資料（英文）
- 爛番茄上《巴比倫密碼》的資料（英文）
- Box Office Mojo上《巴比倫密碼》的資料（英文）